# Justino N. Palomares
Justino N. Palomares (n. Victoria de Durango; 8 de agosto de 1890 - f. México DF; 1966) fue un poeta mexicano.

## Biografía
En 1914 viajó al Puerto de Veracruz durante la ocupación estadounidense, en donde entrevistó a pobladores y recopiló relatos que le servirían para escribir su gran obra que le daría fama, La Invasión Yanqui de 1914.
Al igual que otros escritores, no supo que los cadetes de la Escuela Naval abandonaron la ciudad el día 21 de abril en la noche, y que no fueron ellos quienes defendieron el edificio de la Escuela en la batalla del día 22.

## Obras

### Poesías
- Cantos Bohemios (1912)
- Egolatrías (1925)
- Poemas grises (1926)

### De carácter histórico
- La Invasión Yanqui de 1914 (1932, 1940)[2]
- Anecdotario de la Revolución (1954)